# Championnat de Tunisie masculin de handball 1955-1956
Navigation
Saison suivante
La saison 1955-1956 du championnat de Tunisie masculin de handball est la première édition de la compétition. Auparavant, deux championnats ont été organisés par la Ligue tunisienne de handball rattachée à la Fédération française de handball et remportés par le Tunis Universitaire Club (TUC).
Le championnat se déroule, en aller et retour, en poule unique de sept clubs. Le TUC remporte également les championnats juniors, cadets et minimes ainsi que la coupe des juniors (appelée alors coupe Douieb) et celle des minimes (coupe Richard), la coupe des cadets n'ayant pas été disputée. Une seconde division participe également aux compétitions ; elle est composée de sept clubs dont Al Mansoura Chaâbia de Hammam Lif qui est le seul à présenter un effectif entièrement tunisien (Mohamed Louahchi, Cherif[Qui ?], Belhaj[Qui ?], Kamel Sghaïer, Bouabsa[Qui ?], Ben Badr[Qui ?], etc.).
Le handball n'est pas encore un sport populaire en Tunisie et on dénombre à peine 200 licenciés.

## Clubs participants
| - Tunis Universitaire Club - Stade gaulois - Association sportive des travaux publics - Effort sportif | - Patrie-Football Club de Bizerte - Union sportive de la marine de Ferryville - Union sportive goulettoise |

## Compétition

### Classement
Le barème de points servant à établir le classement se décompose ainsi :
- Victoire : 3 points
- Match nul : 2 points
- Défaite : 1 point
- Forfait : 0 point

|   | Équipe                                    | Pts | J  | G | N | P       | Bp  | Bc  | Diff |
| - | ----------------------------------------- | --- | -- | - | - | ------- | --- | --- | ---- |
| 1 | Tunis Universitaire Club                  | 29  | 12 | 8 | 1 | 3       | 189 | 125 | 64   |
| 2 | Stade gaulois (C)                         | 28  | 12 | 7 | 2 | 3       | 77  | 63  | 14   |
| 3 | Effort sportif                            | 25  | 12 | 7 | 0 | 5 (1F)  | 100 | 76  | 24   |
| 4 | Association sportive des travaux publics  | 25  | 12 | 6 | 1 | 5       | 147 | 137 | 10   |
| 5 | Patrie-Football Club de Bizerte           | 24  | 12 | 6 | 0 | 6       | 138 | 127 | 11   |
| 6 | Union sportive de la marine de Ferryville | 24  | 12 | 6 | 0 | 6       | 98  | 93  | 5    |
| 7 | Union sportive goulettoise                | 8   | 12 | 0 | 0 | 12 (4F) | 51  | 185 | -134 |

|  | Champion de Tunisie 1955-1956           |
|  | Relégation directe en deuxième division |
|  | (C) Vainqueur de la Coupe de Tunisie    |

### Division 2
| Classement | Équipe                                      | Points |
| ---------- | ------------------------------------------- | ------ |
| 1          | Association sportive populaire              | 30     |
| 1          | Tunis Universitaire Club II                 | 30     |
| 3          | Cercle des nageurs tunisiens                | 26     |
| 4          | Association sportive des travaux publics II | 23     |
| 4          | Joyeuse union                               | 23     |
| 6          | Club sportif Le Matériel Bizerte            | 19     |
| 7          | Al Mansoura Chaâbia de Hammam Lif           | 15     |

## Champion
- Tunis Universitaire Club
  - Effectif[1] : Billard (GB), Raffini, Bach, Garau, qui|Grandini, Russo, Laporte